# Emili Daura i Oller
Emili Daura i Oller (Terrassa, 18 de febrer de 1845 − Terrassa, 21 de maig de 1904) va ser advocat, músic català, director d'orquestra i fundador de l'orquestra "Antigua Trullassus" de Terrassa.
Es va donar a conèixer en un concert celebrat a l'antic Teatre Principal l'1 de març de 1876, organitzat a benefici de les famílies dels ferits i morts ocasionats per la tercera guerra carlina, en el qual hi van participar tres orquestres. Emili Daura va triomfar fora de Terrassa i, segons Baltasar Ragón feu una gira per Europa, on hi dirigí les orquestres de diferents teatres d'òpera, com el Reial de Madrid i la Scala de Milà. De retorn a la ciutat vallesana, va fundar l'orquestra "Antiga Trullassus", amb un destacat protagonisme a la ciutat, i que dirigí fins a finals del segle xix.
Daura es va dedicar també al Dret i, en crear-se el Registre Civil de Terrassa l'1 de gener de 1871, ja actuava de jutge municipal. Presentà la renúncia el 1893, amb efectes des del 31 de juliol. En els seus últims anys va viure un cert temps a Barcelona, on dirigí el Teatre Líric (1884), i on va fundar l'"Associació Literària i Artística". El seu record quedà immortalitzat el 1910 amb un bust a la senyorial façana del Teatre Principal, el gran teatre de Terrassa.
Un nebot, Josep Ullés i Daura, també va ser compositor.
Es conserven obres seves al fons musical TerC (Fons de la catedral-basílica del Sant Esperit de Terrassa), com la Passió para el Viernes Santo, á 4 voces arreglado con acompañamiento de Trompas, Armonium, Timpaní y Cuerda, incompleta, i dues versions orquestrals d'obres del pare Maur Ametller i de Charles Gounod.